# Козлов, Семён Николаевич
Семён Николаевич Козлов (род. 20 августа 1985) — российский хоккеист с мячом, защитник ХК «Кузбасс» (Кемерово).

## Биография
С. Н. Козлов родился в Кемерово, где и начал заниматься хоккеем с мячом. Первый тренер — Анатолий Измаденов. С сезона 2002/2003 в составе «Кузбасса», проведя пять матчей в своём дебютном сезоне за команду мастеров. Лишь на один сезон покидал «Кузбасс» — в сезоне 2004/05 выступал за братский «Металлург». В сезоне 2020/2021 был капитаном «Кузбасса».
В сезоне 2007/2008 получил приглашение во вторую сборную России для участия в товарищеских матчах со сборной Финляндии. В 2008 году принял участие в матчах за первую сборную страны на Международном турнире на призы Правительства России.

## Достижения
- Серебряный призёр чемпионата России (3) — 2004, 2006, 2009
- Бронзовый призёр чемпионата России (3) — 2007, 2008, 2010
- Обладатель Кубка России (2) — 2003, 2007
- Бронзовый призёр Кубка России (1) — 2004
- Победитель Международного турнира на призы Правительства России (1) — 2008.

### Комментарии
1. ↑  Результативные передачи